# Medalla de la Jura de Alfonso XIII
La medalla de distinción de de la Jura de Alfonso XIII (oficialmente e inicialmente Medalla de Alfonso XIII) es una condecoración creada para conmemorar la jura de la Constitución por Alfonso XIII en su mayoría de edad el 17 de mayo de 1906.

## Historia
La regencia de María Cristina, debida a la muerte de Alfonso XII y posterior minoría de edad de Alfonso XIII, hijo de ambos; finalizó el 17 de mayo de 1902 con la mayoría de edad de este de acuerdo con el artículo 66 de la Constitución de 1876. En ese día el rey cumplía dieciséis años y acudió de forma solemne y pública al Palacio del Congreso, estando reunidos los cuerpos colegisladores (Senado y Congreso), para jurar la Constitución al empezar su reinado efectivo, de acuerdo con el artículo 45 de ese texto.
Aproximadamente un mes después, el 20 de junio de 1902, se publicó un Real Decreto por el que se creaba la Medalla de Alfonso XIII. Se preveía que en el caso de las medallas de plata y cobre se cursarán solicitudes que serían examinadas antes del 1 de octubre de ese año.
El 1 de agosto de ese año se dictó una ampliación de aquellas personas que podían usar la medalla de oro, también mediante real decreto.

## Descripción
La medalla estaba destinada a aquellos que participaron en el acto de la Jura o en las festividades oficiales para su celebración. Se otorgaban en tres clases, de acuerdo con el material de que se componía la medalla (oro, plata, cobre). Cada una de las clases se reservaba a unos destinatarios:
- Medalla de oro: destinada a:

los miembros de la Familia Real española, los Príncipes, Embajadores y demás Enviados especiales ó permanentes extranjeros que se hallaron en Madrid el 17 de Mayo último; el Presidente del Consejo de Ministros, los Ministros de la Corona, el Presidente del Senado, el Presidente del Congreso de los Diputados, los Presidentes del Consejo de Estado, del Tribunal Supremo de Justicia y del Consejo Supremo de Guerra y Marina; los Cardenales, los Capitales Generales de Ejército, el Almirante de la Armada, los Caballeros de la insigne Orden del Toisón de Oro, y los Jefes superiores de Palacio.
El 1 de agosto de 1902, mediante Real Decreto se ampliaron los destinatarios de esta clase de la medalla a:
Senadores del Reino, Diputados á Cortes, Grandes de España ó Damas de S. M. la Reina, …
- Medalla de plata: que podía concederse a cualquier persona no comprendida en las clases de oro y cobre.
- Medalla de cobre: en que se comprenderán: clase e individuos de tropa, el personal subalterno de los distintos Centros, los operarios, etc.

La medalla era de forma circular. En el anverso contaba con el perfil del busto del joven Alfonso XIII, rodeado por la inscripción: 
ALPHONSUS XIII D.G. HISP. REX. 
En su reverso se reflejaba, en su centro la fecha de la Jura, en latín: 17 Maii 1902, coronada por la corona real. Esta inscripción estaba rodeada en su parte inferior por una rama de olivo (izquierda) y de roble (derecha) unidas por un lazo.
La distinción colgaba de una cinta roja con pasador dorado.

### Individuales
1. ↑  Seco Serrano, Carlos. «Alfonso XIII». Diccionario biográfico español.
2. ↑  «Crónica general». La Ilustración Española y Americana (19). 22 de mayo de 1902. p. passim.
3. ↑  «La Ilustración Española y Americana, 30 de mayo de 1902». La Ilustración Española y Americana (20). 30 de mayo de 1902. p. passim.
4. ↑  «Jura de S.M. el Rey Alfonso XIII». La Época (Madrid) (18.651). 17 de mayo de 1902. pp. 1-2.
5. ↑  Presidencia del Consejo de Ministros (2 de julio de 1876). «Constitución de la Monarquía Española decretada y sancionada de acuerdo con las Cortes del Reino». Gaceta de Madrid (núm. 184). BOE-A-1876-5026.
6. 1 2  «Real decreto creando una Medalla denominada de Alfonso XIII, conmemorativa de S. M. el Rey.». Gaceta de Madrid (171). 20 de junio de 1902. p. 1213.
7. ↑  «Real decreto referente al uso de la medalla denominada de Alfonso XIII.». Gaceta de Madrid (213). 1 de agosto de 1902. p. 479.